# Caran d'Ache
Cet article concerne le dessinateur. Pour l'entreprise suisse de papeterie, voir Caran d'Ache (entreprise). Pour le clown soviétique, voir Karandach.
Pour les articles homonymes, voir Caran d'Ache (homonymie) et Poiré (homonymie).
Caran d'Ache, nom de plume d'Emmanuel Poiré, né le 6 novembre 1858 à Moscou et mort le 25 février 1909 à Paris, est un dessinateur humoristique et caricaturiste français.

## Biographie

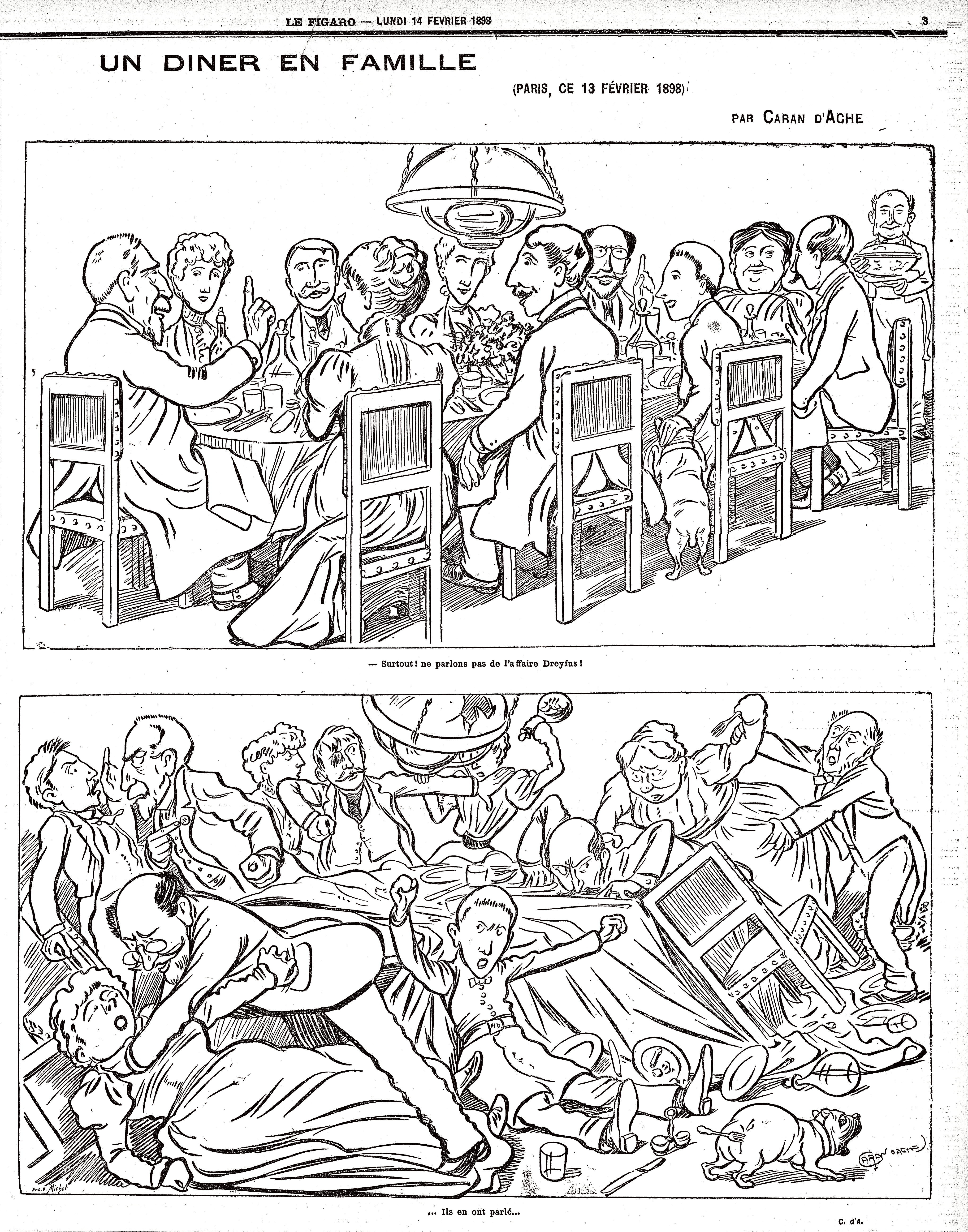
Caricature de Caran d'Ache, traitant de l'affaire Dreyfus, parue dans le Figaro le 14 février 1898 sous le titre Un dîner en famille.

Son grand-père français, venu avec les armées napoléoniennes, était demeuré en Russie après la retraite de Russie en 1812. Emmanuel Poiré choisit, à sa majorité, d'émigrer en France et d'y faire le service militaire, afin de recouvrer la nationalité française qui avait été perdue par son père et qu'il n'avait donc pas reçue.
Il adopte rapidement le pseudonyme de Caran d'Ache, directement transcrit du russe karandach (карандаш), mot signifiant « crayon ». Ce pseudonyme lui est attribué par Adrien de Mortillet lors de leur rencontre en Russie.
À partir de 1886, il publie ses dessins humoristiques dans Le Chat noir, Le Tout-Paris, La Vie militaire, la Caricature, le Journal, entre autres. Il s'essaie également à la bande dessinée en 1885, sur le modèle töpferrien, avec l'Histoire de Marlborough. Pour le théâtre d'ombre du cabaret Le Chat noir, il créa L'Épopée, une pièce en ombre chinoise sur le thème des guerres napoléoniennes. Ce spectacle, présenté la première fois le 27 décembre 1886, rencontrera un grand succès. En 1926, dans L'Amateur d'estampes, Joseph Guibert écrit : « Il y a toujours eu des cénacles d'artistes et d'écrivains. Une sorte d'air de famille les unit à travers le temps. Ils sont généralement sympathiques par la sincérité et la fraîcheur de leurs illusions. De tous on pourrait dire, comme Gérard de Nerval de ses anciens compagnons : « Nous étions jeunes, toujours gais, quelquefois riches… » L'équipe du Chat Noir n'était pas inférieure aux autres ; pour ne citer que les artistes : Henri Pille, Forain, Henri Rivière, Willette, Henry Somm, Caran d'Ache, Antonio de La Gandara, Steinlen !… »
Le 22 janvier 1891, Emmanuel Poiré qui habitait alors rue de la Tour, épouse à la mairie du 9e arrondissement Henriette Azimont, nièce de l'actrice Cécile Azimont.
En 1894, il envoie au Figaro une lettre décrivant un grand projet : « Mais il est notoire que tous les romans parus depuis J.-C. sont bâtis d'une façon uniforme quant à l'aspect extérieur et en plus ils sont tous écrits. Eh bien, moi, j'ai l'idée d'y apporter une innovation que je crois de nature à intéresser vivement le public ! Et c'est ? Mais tout simplement de créer un genre nouveau : le roman dessiné. […] Tout sera exprimé par les dessins en 360 pages environ. » Cette œuvre, que Caran d'Ache prévoit d'appeler Maestro n'est cependant jamais publiée du vivant de l'auteur, et il faut attendre 1999 pour que 120 pages soient publiées par le CNBDI, sans que l'on sache si les autres ont survécu. En 2001, Thierry Groensteen redécouvre au département des arts graphiques du musée du Louvre quatre cahiers contenant des dessins préparatoires, des brouillons de cases et la fin du synopsis de l'histoire, ce qui permet de mieux comprendre à la fois la technique de l'auteur et le déroulement de l'histoire.
En 1898, Caran d'Ache est également cofondateur, éditeur, dessinateur et animateur du journal Psst...!,, hebdomadaire satirique anti-dreyfusard. À cette aventure éditoriale fut associé, durant toute sa durée (85 livraisons), son ami Jean-Louis Forain, peintre, graveur et, comme lui, dessinateur, mais dans un registre plus noir.
Un de ses dessins les plus célèbres, Un dîner en famille, est le raccourci qu'il fit, le 14 février 1898, dans les colonnes du Figaro, d'une querelle familiale concernant l'affaire Dreyfus pour illustrer la profonde division de la société française à ce sujet au tournant des XIXe et XXe siècles. Plusieurs des caricatures que réalise Caran D'Ache, notamment des juges de l'Affaire Dreyfus ou d'Emile Zola sont antisémites.
Avec d'autres artistes et hommes de lettres (dont les peintres Edgar Degas, Auguste Renoir, les poètes José-Maria de Heredia, Armand Silvestre, le romancier Jules Verne, etc.), il fut membre de la Ligue de la patrie française, ligue antidreyfusarde,.
À partir de 1903, il se met à créer des jouets en bois, souvent articulés, et vendus dans les librairies : des chiens, des lions, des ours, etc..
Il meurt le 25 février 1909 au 127, rue du Faubourg-Saint-Honoré  dans le 8e arrondissement de Paris et est inhumé à Clairefontaine-en-Yvelines.

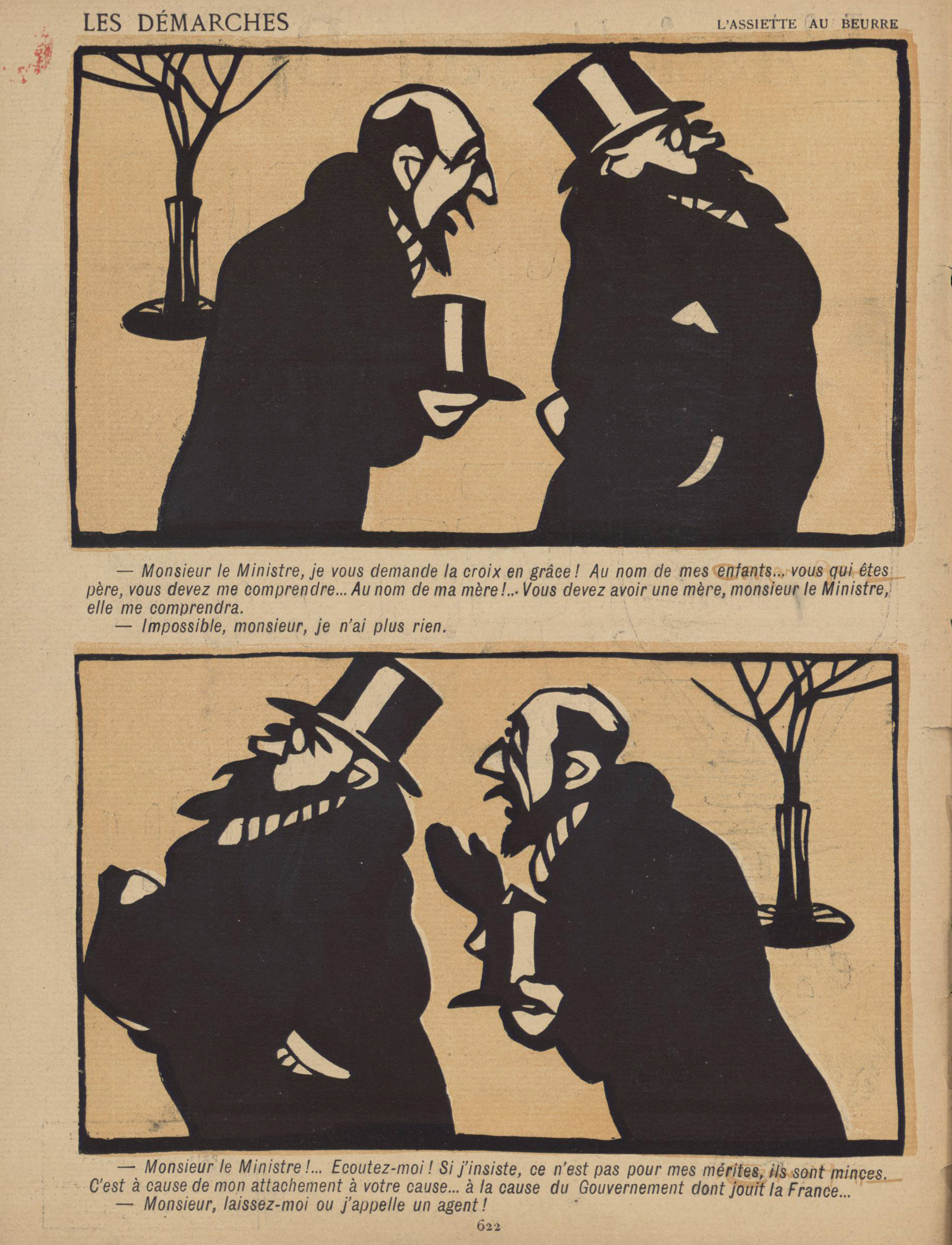
Les Démarches, page 622 de L'Assiette au beurre, janvier 1902.

## Œuvres

### Recueil de dessins
- Nos soldats du siècle, 1889.
- Le Carnet de chèques, 1892, consacré au scandale de Panama.
- Pages d'histoire, 1904.
- Les Courses dans l'Antiquité, non daté.
- " Les Maîtres Humoristes " Caran d'Ache, Société d'Édition et de Publications Librairie Félix Juven, Paris, 1907
- " Les Maîtres Humoristes " Caran d'Ache (Deuxième Album), Société d'Édition et de Publications Librairie Félix Juven, Paris, 1909

### Bande dessinée
- Maestro, œuvre inachevée, introduction et une postface biographique de Thierry Groensteen, Angoulême, CNBDI, coll. « Musée de la Bande dessinée », 1999[13].

### Dessin et estampe
- Exposition russe Champ-de-Mars, dans Les Maîtres de l'affiche, 1895-1900.
- Carte postale artistique pour la Collection des cent, 1901.
- Caricature (orchestre de soldats de diverses nations dirigé par une femme casquée), dessin encre de Chine et gouache sur papier Japon collé sur carton, signé en bas à droite et en marges Caran d'Ache, 42,7 × 56,5 cm, musée d'Évreux.